# Batterie des Roches
La batterie des Roches, appelée aussi fort des Roches et également batterie Daubenton (du nom du naturaliste du XVIIIe siècle Louis Jean-Marie Daubenton) et fort Samson se trouve au sommet d'une colline dans la commune de Pont-de-Roide-Vermondans.
Du type Séré de Rivières, le fort des Roches fait partie des fortifications françaises de l'Est et du môle défensif du Lomont. Aujourd’hui, il appartient à la commune de Pont-de-Roide qui y a fait d’importants travaux de remise en état. Sa position dominante offre un large panorama sur la vallée du Doubs et Pont-de-Roide, la région de Montbéliard et au-delà (le ballon d'Alsace est visible par beau temps, à 50 km à vol d'oiseau).

## Localisation
La fortification est située au sommet d'une colline dominant la ville de Pont-de-Roide-Vermondans, et dans cette commune. La réserve naturelle régionale du Crêt des Roches entoure complètement le site.

## Description
Le fort des Roches est établi à 615 mètres d’altitude au bord d'une falaise qui le rend inaccessible sur ses côtés nord et ouest ; deux fossés ont été creusés sur les côtés est et sud et sont dominés par ses remparts. Il surveille la vallée du Doubs, la route de Vesoul à Saint-Hippolyte, les plateaux d’Écot, d’Ecurey et de Blamont. Il empêche aussi le contournement du fort du Mont-Bart par le sud. Son armement est renforcé par une batterie d’artillerie annexe appelée fort de la pointe de Pont-de-Roide qui est placée légèrement en contrebas du fort des Roches à 540 mètres d’altitude. Le coût des travaux et du terrain est de 954 867 francs or.
Le fort est constitué de plusieurs parties qui sont :
- entrée de la batterie
- casernement
- boulangerie
- magasin à poudre
- poste optique, qui assurait la communication avec le fort du Mont-Bart[1],[3] ;
- caponnière double
- magasin sous roc

## Histoire
Il constituait avec d'autres fort environnants le môle défensif du massif du Lomont, dont il était, en tenant compte de ses batteries annexes, une pièce essentielle.
L'effectif de la batterie des Roches était de 246 hommes (6 officiers, 16 sous-officiers, 224 soldats, une infirmerie pouvant recevoir 10 malades).

## Usages actuels
Le site est désormais fréquenté par les promeneurs.
À l'automne, la LPO (Ligue pour la protection des oiseaux) y organise une permanence bénévole de comptage des oiseaux migrateurs. À ce titre, le site est un des plus importants de France, en particulier pour le Milan royal et le Pigeon ramier. Plus d'un million d'oiseaux ont été comptés en 2017.

## Galerie

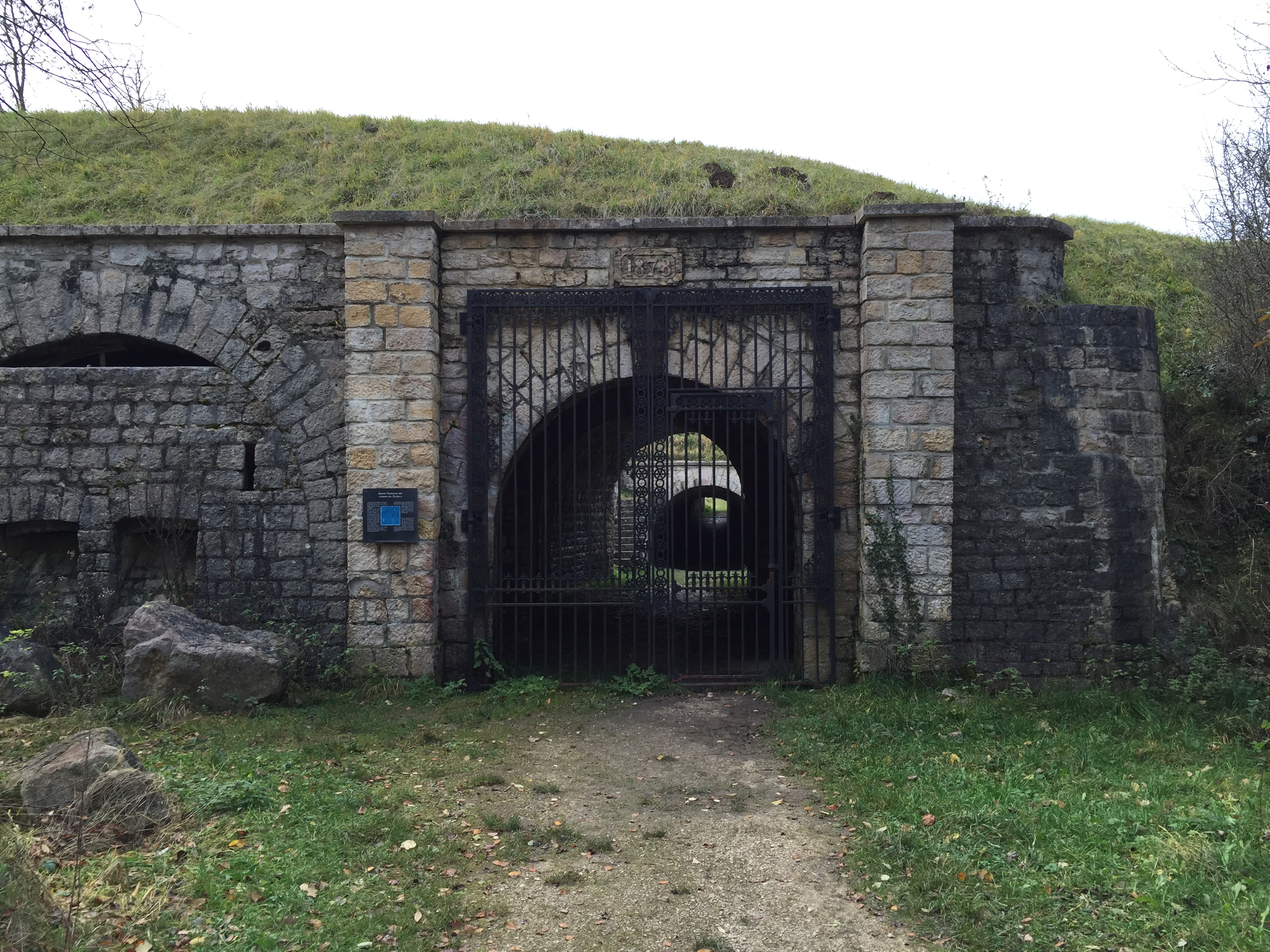
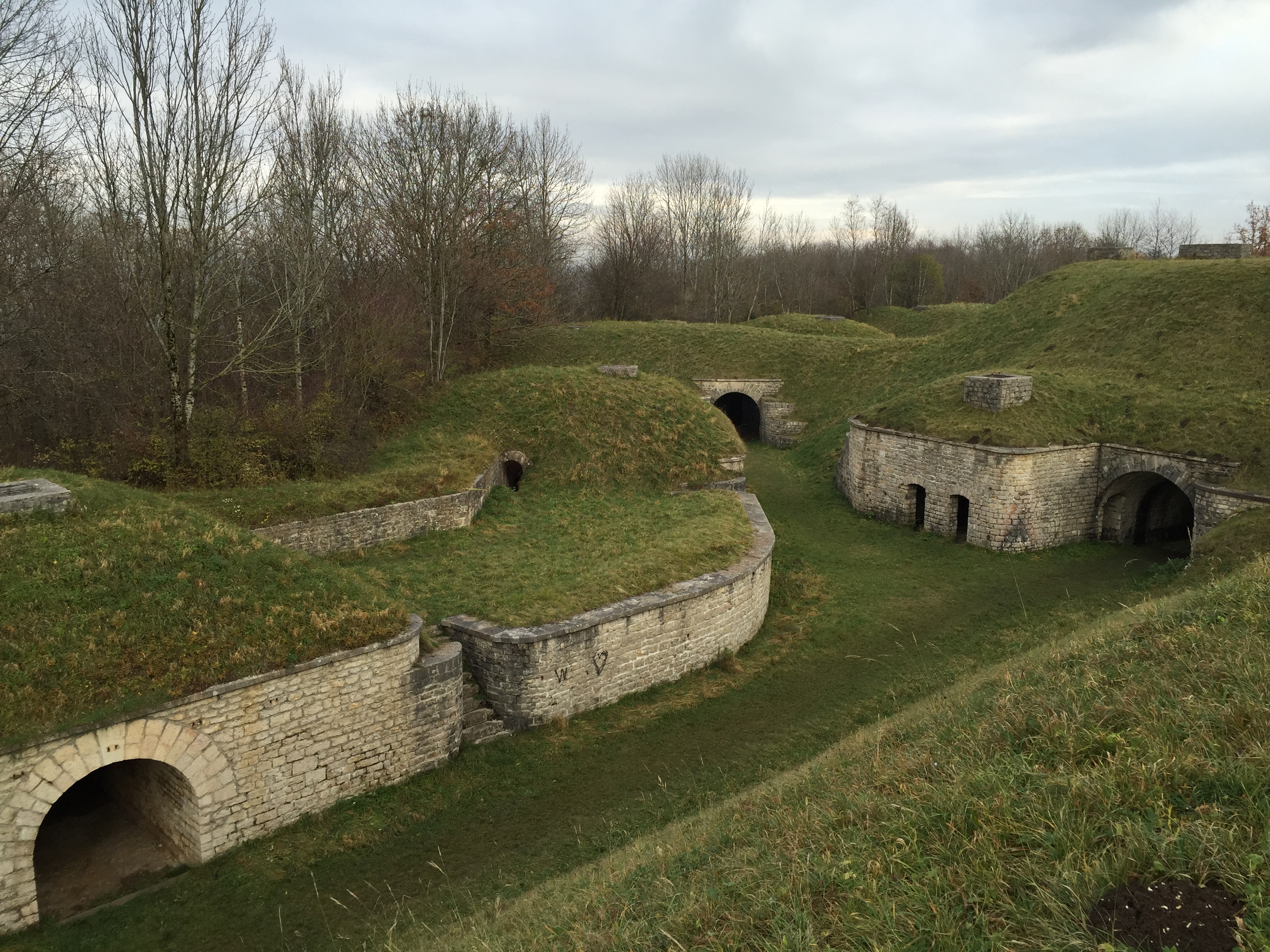
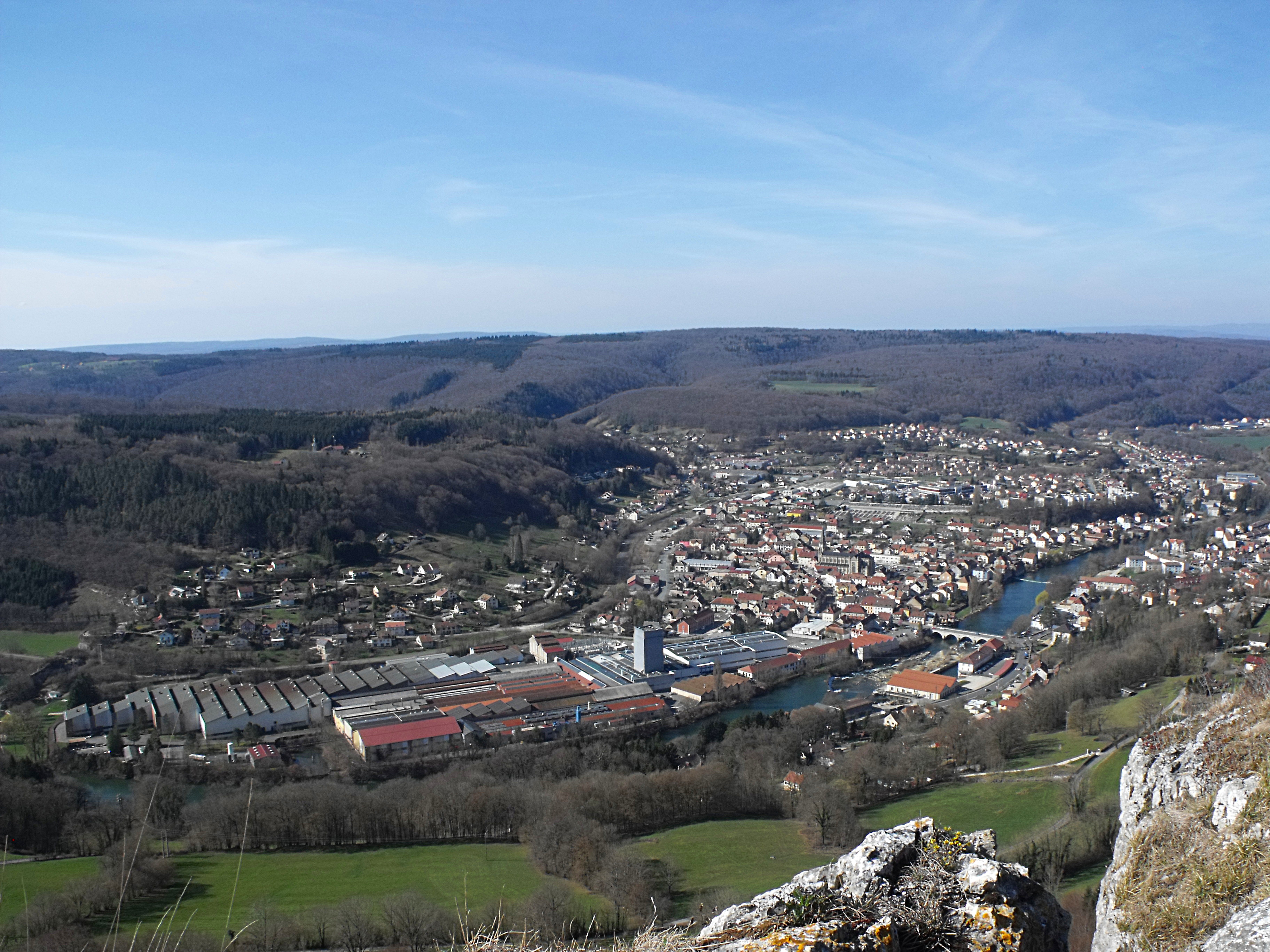